# Мота-Лава
Мота-Лава або Моталава — острів групи островів Бенкс на півночі Вануату. Утворює єдину коралову систему з маленьким островом Ра.
За даними перепису 2009 року населення острову становить 1640 осіб (Mota Lava + Ra), що відповідає щільності населення 67 осіб на км².

## Географія

### Географія і геологія
Площею 24 км2, Мота-Лава — четвертий за величиною острів у групі островів Бенкс після Гауа, Вануа-Лава та Урепарапара. Він найвищий серед островів східного пасма (411 м), а також найбільший.
Ра, маленький 50 га острів, розташований 270 м від південного узбережжя Мота-Лава. Він з'єднаний з останнім високими коралами, через які можна пройти під час відпливу.
Клімат на Мота-Лаві вологий тропічний. Середньорічна кількість опадів перевищує 4000 мм. На острові часто відбуваються землетруси та циклони.
Острів обслуговує аеропорт Мота-Лава.

### Геологія
Мота Лава складається щонайменше з п'яти базальтових стратовулканів. Два конуси, Ветман і Тунтог, добре збереглися. Ветман — пірокластичний конус у центрі острова з розбитим кратером на вершині. На південно-західній частині острова знаходиться Тунтог, який є складним конус із кратером шириною 500 м.
Геохімічний аналіз показує, що лава острова має подібний склад до лави з сусідніх Мота та Урепарапара, а також лави з півдня країни, але відрізняється від матеріалу, виверженого в центральній частині Вануату. Останній регіон постраждав від субдукції зануреного, зниклого комплексу острівної дуги під назвою Зона Д'Ентрекасто.

## Назва та мова
У текстах і на картах початку 19-го століття Мота-Лава називався Сідловим островом за характерним сідлоподібним профілем, який можно побачити, якщо дивитися з човна в море.
Мешканці Мота-Лава називають острів Мвотлап, місцеве — Мотлап (вимовляється [ŋ͡mʷɔtˈlap]).
Мова, якою розмовляють жителі Моталави, також називається мвотлап. Це найпоширеніша мова на островах Бенкса, нею розмовляє близько 2100 осіб. Нещодавно вимерлою мовою волов також раніше розмовляли на Мота-Лаві.
Рання спроба транскрипції місцевої назви як для острова, так і для мови дала форму Мотлав. Назва M̄ota Lava [ŋ͡mʷota laβa] (або простим написанням Моталава) прижилося після того, як його почали використовувати місіонери 19-го століття на острові. Цю назву вони запозичили з мови сусідньої Моти. Обидві назви острова Мота і Мвотлап походять від протоформи * mʷota laβa в Proto-Torres-Banks, буквально «велика Мота». Процес видалення голосних, регулярний у Mwotlap, пояснює, як * [mʷotaˈlaβa] було скорочено до [ŋ͡mʷɔtˈlap].

## Історія
Як і решта Вануату, Моталава була вперше заселена приблизно в 12 до н. е. австронезійськими мореплавцями, що належали до культури Лапіта. Археологи знайшли стародавній обсидіан у Мота-Лаві, Вануа-Лаві та Гауа, а на острові знайдено кераміку Лапіта.
Острів вперше був помічений європейцями під час іспанської експедиції Педро Фернандеса де Кіроса з 25 по 29 квітня 1606 року. Тоді назву острова було внесено до карти як Lágrimas de San Pedro («Сльози Святого Петра» іспанською мовою).